# 할리나 코노파츠카
할리나 코노파츠카(폴란드어: Halina Konopacka, 1900년 2월 26일 ~ 1989년 1월 28일)는 폴란드의 육상 선수였다. 그녀는 1928년 암스테르담 올림픽 원반던지기에서 우승하고, 자신의 세계 기록을 깬 최초의 폴란드 올림픽 챔피언이 되었다. 현역에서 은퇴한후 그녀는 작가이자 시인이 되었다. 그녀는 2차 세계 대전 이후 미국으로 이민가서 죽었다. 1989년 폴란드 정부에 의하여 은십자 공훈상이 수여되었다.

## 인물 정보
러시아 제국 라바 마조비에츠카에서 태어나 바르샤바에서 자라온 코노파츠카는 승마, 수영과 스케이트를 배웠다.
그녀의 집은 동계 스포츠를 위한 폴란드의 중심지로부터 멀고, 원반던지기를 위한 특이한 재능이 발견된 이유로 그녀는 그 종목에 전념하였다.
훈련을 한지 몇달 만 후에 그녀는 34.15m와 세계 기록을 깼다. 1928년 암스테르담 올림픽에서 여성들이 처음으로 육상 종목들에 나갈 수 있었고, 코노파츠카는 39.62m의 자신의 3번째 세계 기록과 함께 금메달을 획득하였다. 자신의 타타르족 조상들로부타 그녀는 짙은 피부색과 갈색 눈동자를 물려받았다. 그녀는 자신의 경연들에서 붉은 베레모를 썼다.
그해 후반 양 대전 사이의 폴란드에서 국고 서기였던 이그나치 마투셰프스키 대령과 결혼하였다. 1931년 경연적 스포츠로부터 은퇴하였으나 지속적으로 스키와 테니스를 활약하였고, 자동차 경주를 시작하였다. 코노파츠카는 잘 교육을 받았고, 3개의 외국어에 능통하였다.
1929년 만큼 일찍이 그녀는 〈언젠가...〉라는 자신의 시집을 펴냈다. 제2차 세계 대전이 터진 후, 그녀는 폴란드 국립 은행이 나라로부터 자금을 가지고 나와 최후적으로 프랑스로 폴란드 망명 정부에 조달하는 데 자신의 남편을 후원하였다. 프랑스가 항복할 때 부부는 미국으로 이주하였다. 자신의 첫 남편이 갑자기 사망한 후, 2번이나 재혼하여 양남편들보다 오래 살았다.
그녀는 뉴욕주에서 스키 학교를 창설하고, 의류를 디자인하고 부티크를 경영하였다. 플로리다주로 이주한 후, 60세의 나이로 미술 학교를 마치고 화가가 되었다.
데이토나비치에서 사망한 후, 그녀의 유해는 폴란드로 반환되어 바르샤바에 있는 브로드노 묘지에 안치되었다.

## 참조
1. ↑  할리나 코노파츠카 보관됨 2015-09-10 - 웨이백 머신. sports-reference.com